# حديقة كامبو الوطنية
حديقة كامبو معان الوطنية (بالإنجليزية: Campo Ma'an National Park)، تقع حديقة كامبو معان الوطنية في جنوب الكاميرون، بالقرب من المحيط الأطلسي، تبلغ مساحتها 2680 كيلومترًا مربعًا.

## التاريخ
- تم إنشاء محمية كامبو للحياة البرية الأصلية في عام 1932 بموجب اتفاقية بين حكومة الكاميرون وشركة كامبو فورست.

- في عام 2000، أصبحت المنطقة المحمية والغابات المحمية هي حديقة كامبو معان الوطنية الحالية، كتعويض عن الأضرار البيئية المتوقعة من خط أنابيب النفط بين تشاد والكاميرون، وتم الاعتراف بها كموقع لمرفق البيئة العالمية.

## الوصف
تتميز حديقة كامبو بنوعين رئيسيين من التضاريس: الجبال والهضاب تغطي الجزء الشمالي، والتلال والوديان الصغيرة تغطي الجزء الجنوبي. الارتفاع الإجمالي أقل من 200 متر. تتميز الحديقة بغابات غينيا الكونغولية المطيرة دائمة الخضرة، وهي خضراء طوال العام.

## الحياة البرية
- قوائم الأنواع التي تم إجراؤها حتى الآن تعطي المؤشرات التالية: 1500 نوع نباتي (114 نوع مستوطن)، 80 نوعًا من الثدييات الكبيرة والمتوسطة، 390 نوعًا من اللافقاريات، 249 نوعًا من الأسماك، 112 نوعًا من الزواحف، 80 نوعًا من البرمائيات، و302 نوعًا من الطيور.[4]

- من بين أنواع الثدييات الموجودة في المنتزه، هناك بعض الأنواع ذات أهمية كبيرة وتعتبر في بعض الأحيان مهددة بالانقراض؛ يوجد 23 نوعًا على القائمة الحمراء للاتحاد الدولي لحماية الطبيعة.[5]

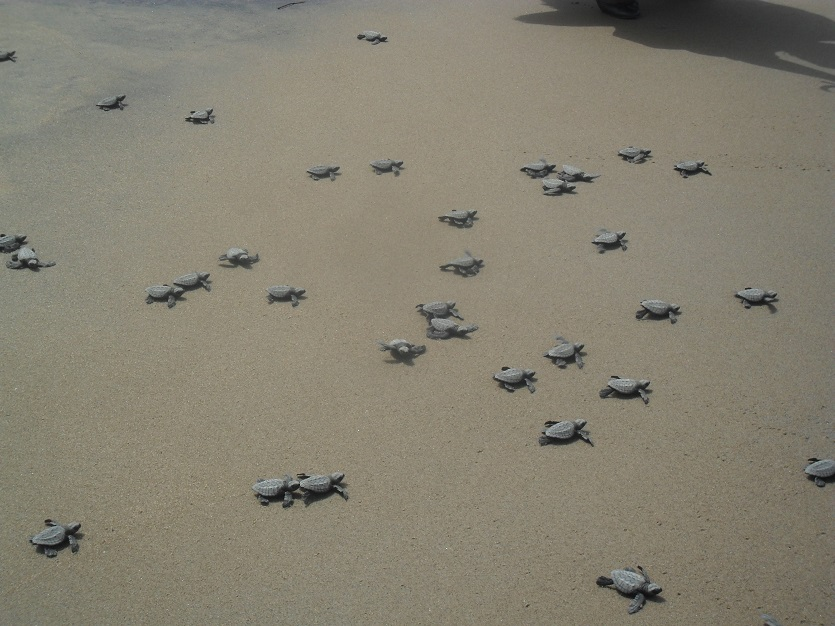
صورة من حديقة كامبو الوطنية في الكاميرون

- صورة من حديقة كامبو الوطنية في الكاميرون تضم الحديقة شواطئ إيبودجي وكامبو التي تعد موطنًا للسلاحف البحرية.[6]